# Свети Четиридесет мъченици (Сяр)
„Свети Четиридесет мъченици“ (на гръцки: Ιερός Ναός Αγίων Σαράντα Μαρτύρων) е православна църква в източномакедонския град Сяр (Серес), Егейска Македония, Гърция, енорийски храм на Сярската и Нигритска епархия на Вселенската патриаршия.

## История
Църквата е разположена на улица „Маркос Боцарис“ № 70 – 77. Започва да се строи в 1952 година на мястото на църква, изградена в 1946 година. Открита е на 17 септември 1967 година от митрополит Константин Серски и Нигритски. В архитектурно отношение е кръстокуполна базилика с купол, три рамене и централна апсида на изток. В 1970 година е изградена камбанарията и други допълнения. В двора на църквата е параклисът „Света Евфимия, Света Ирина Атинянката и Света Ирина Кападокийска“. В храма се съхраняват част от мощите на Светите Четиридидесет севастийски мъченици, дарени от митрополит Теолог Серски и Нигритски.